# 苏维埃茨基 (列宁格勒州)
苏维埃茨基（羅馬化：Sovetskiy）是俄罗斯列宁格勒州的市级镇，属维堡区，地处列宁格勒州西北部，位于区行政中心维堡西南方，在州府圣彼得堡及加特契纳西北方。该地坐落于维堡湾沿岸，一条小河戈罗霍夫卡河（Гороховка）流经该地并在附近注入维堡湾。镇内设有同名铁路车站。
该地2021年人口有6,640人；2010年人口7,131；2002年人口6,607；1989年人口6,471。